# Im Koma
Im Koma (im englischen Original: Still Life) ist ein Thriller der kanadischen Schriftstellerin Joy Fielding. Die Originalausgabe erschien 2009 bei Atria Books und wurde – wie auch die 16 von Joy Fielding zuvor veröffentlichten Thriller – in der Bestenliste der New York Times geführt. Im selben Jahr folgte eine deutsche Übersetzung von Kristian Lutze, die beim Goldmann Verlag veröffentlicht wurde. Am 1. September 2009 erschien das Werk als Hörbuch bei Random House Audio. Die Taschenbuchausgabe wurde im März 2011 veröffentlicht und stieg auf Platz vier der Spiegel-Taschenbuch-Bestsellerliste ein.

## Handlung
Casey Marshall lebt in Philadelphia, ist mit ihrem Mann Warren glücklich verheiratet und erfolgreich als Innendekorateurin tätig. Mit ihren beiden guten Freundinnen Janine und Gail, die ebenfalls aus vermögenden Verhältnissen stammen, trifft sie sich eines Tages zum gemeinsamen Mittagessen in einem exklusiven Restaurant. Nachdem sich die drei Frauen nach dem Mahl verabschiedet haben, befindet sich Casey auf dem Weg zu ihrem Wagen, den sie in einem nahegelegenen Parkhaus abgestellt hat, als sie von einem Auto mit hoher Geschwindigkeit angefahren wird. Der Fahrer des Wagens begeht Fahrerflucht und lässt Casey schwer verletzt zurück.
In einem örtlichen Krankenhaus wird festgestellt, dass Casey schwerste Knochenbrüche erlitten hat und sich in einem kritischen, komatösen Zustand befindet. Den Ärzten gelingt es zwar ihr Polytrauma zu behandeln, allerdings liegt Casey weiterhin im Koma. Als sie ihr Bewusstsein wiedererlangt, wird sie nur langsam ihrer Situation bewusst und stellt ernüchternd fest: „Sie war eine zweiunddreißigjährige Frau, gefangen in einem möglicherweise irreparablen Koma, in dem sie gemeinerweise hören, jedoch nichts sehen konnte, denken, sich jedoch nicht mitteilen, existieren, aber nicht agieren konnte.“ Dadurch wird sie zum passiven Zuhörer, der mitbekommt, wie sich ihre Freundinnen um sie kümmern und ihr den Roman Middlemarch vorlesen, jedoch selber nicht äußern kann, nicht einmal der Außenwelt mitteilen kann, dass sie diese durchaus wahrnimmt. Casey erfährt, dass der zuständige Detective Spinetti bei seinen Ermittlungen von einem Unfall ausgeht, einen Mordversuch jedoch nicht ausschließen kann. Zwar geht er beiden Varianten nach, findet jedoch weder geeignete Motive, noch einen Tatverdächtigen, so dass er mit seinen Ermittlungen auf der Stelle tritt. Währenddessen versucht Casey den Fall für sich selbst zu klären, indem sie überlegt, wer ein Motiv für ihren Tod haben könnte. Kurzfristig hat sie ihre Freundinnen im Verdacht, gleichermaßen auch ihre Schwester Drew, die in permanenten Geldnöten steckt, während Casey von ihren bei einem Flugzeugabsturz ums Leben gekommenen Eltern als Verwalterin des Familienvermögens eingesetzt wurde. Allerdings vermag keine ihrer Theorien sie restlos zu überzeugen.
Währenddessen sorgt sich die Krankenschwester Patsy nicht nur rührend um ihre Patientin Casey, sondern auch zusehends um deren Ehemann Warren. Casey wird nicht nur Zeuge von Patsys plumpen Annäherungsversuchen, sondern muss schließlich sogar mit anhören, wie der Trainingspartner Nick ihres Ehemanns das Krankenzimmer betritt und Geld für den fehlgeschlagenen Mordversuch an Casey verlangt, für den er von Warren engagiert worden war.
Im Laufe der Zeit verbessert sich Caseys Zustand geringfügig. Sie schlägt die Augen auf, weswegen vermutet wird, dass sie sich im Wachkoma befindet, aber nichts um sie herum mitbekommen könne. Tatsächlich kann sie weiterhin nicht sehen, weswegen sie ihre Situation in der fortwährenden Dunkelheit mit dem Spielfilm Spurlos vergleicht, in dem Sandra Bullock lebendig begraben wird. Noch ahnt niemand, dass ihr Zustand jedoch weniger einem Wachkoma, sondern vielmehr dem Locked-in-Syndrom entspricht. Um ihre Muskeln weiter zu regenerieren, wird der Physiotherapeut Jeremy damit beauftragt, entsprechende Übungen mit ihr durchzuführen.
Warren Marshall beschließt sein Werk, das Ableben Caseys, im eigenen Anwesen zu Ende zu bringen. Daher beantragt er die Verlegung seiner Ehefrau ins heimische Schlafzimmer. Zugleich bietet er Patsy eine Anstellung zur persönlichen Betreuung seiner Frau an, die die Krankenschwester dankbar annimmt. Zudem bittet er Jeremy die Physiotherapie im eigenen Anwesen fortzusetzen. Casey fürchtet, dass Warren die Verlegung beantragt hat, um sie daheim töten zu können, zwingt sich aber dazu, weiterhin das Beste aus ihrer Situation zu machen und auf die rechtzeitige Regeneration zu hoffen, um den Überraschungseffekt gegen ihren Ehemann ausnutzen zu können. Sie sagt sich: „Wenn man in schlechten Zeiten fragte »Warum ich?«, sollte man sich dieselbe Frage auch stellen, wenn es gut lief.“ Ihre Schwester Drew spürt, dass Casey etwas belastet und sich an ihrer Situation Veränderungen einstellen, wodurch sie misstrauisch gegenüber Warren wird und daher die von ihr entdeckten Verbesserungen an Caseys Konstitution ihm gegenüber verschweigt.
Drew entdeckt, dass Casey ihre Hand gezielt drücken kann, um auf diese Weise Fragen zu beantworten, wie sie dies bei dem Film Schmetterling und Taucherglocke gesehen hat. Allerdings fehlt den beiden die Zeit, damit Casey sie warnen kann, ihr Mann wolle sie umbringen lassen. Tatsächlich erhält sie einen weiteren Besuch von Nick, der von Warren in ihrem Beisein den Auftrag erhält, sie am kommenden Sonntag mit dem Kopfkissen zu ersticken, während Warren mit der Familie nach Gettysburg fahren wird. Nach einem Kuss zwischen Patsy und Warren hatte er die Krankenschwester von allen weiteren Aufgaben entbunden und sich nach einer Meinungsverschiedenheit mit Jeremy auch von Caseys Physiotherapeuten getrennt. Somit werde Nick am Sonntag auf niemanden im Haus treffen. Casey, die inzwischen ihr Augenlicht zurückgewonnen hat, muss mit Entsetzen zusehen, wie ihr die Minuten auf dem Radiowecker ihres Nachttisches davonrinnen, ohne dass es ihr gelingt, sich aus dem Bett zu bewegen, um das Telefon zu erreichen.
Patsy hingegen, die aus weniger wohlhabenden Verhältnissen stammt, hat ihren Haustürschlüssel nicht abgegeben und erscheint am Sonntag im Anwesen, um ausgewählte Kleidungsstücke aus Caseys Kleiderschrank zu entwenden. Als Nick das Haus betritt, versteckt sich Patsy im Kleiderschrank, wird dort jedoch von Nick entdeckt, als er gerade Casey ermorden will und Patsy ein verängstigter Schrei entfleucht. Daraufhin packt Nick die Krankenschwester und erdrosselt sie mit dem Seidenschal, den sie trägt. Da Nick nun eine Leiche und deren Wagen, der in der Einfahrt steht, verschwinden lassen muss, schleppt er Patsy davon, ohne sich weiter um Casey zu kümmern.
Warren kehrt von dem Ausflug heim und ist verwundert, Casey lebend vorzufinden. Abends benachrichtigt Drew den entlassenen Psyiotherapeuten Jeremy, um ihr zu helfen, Casey aus dem Haus zu bringen. Nachts erscheint Jeremy, der Casey aus dem Bett hebt, allerdings von Warren mit gezückter Waffe auf dem Flur gestellt wird. Warren schießt auf Jeremy, woraufhin dieser Casey fallen lässt. Drew stürzt sich auf Warren, so dass er die Pistole fallen lässt. Sie bleibt einen Meter von Casey entfernt liegen. Mit letzter Kraft streckt Casey sich, greift die Waffe und feuert einen Schuss auf ihren Ehemann ab.
Jeremys Genesung verläuft ohne Komplikationen, auch Casey wird wieder gesund. Warren wird zu einer lebenslangen Gefängnisstrafe verurteilt.

## Kritik
Die Redaktion des Stern schreibt: „Kein Zweifel. Die Frau ist ein Profi. Wo Fielding draufsteht, laufen fast immer filmreif ausgestattete Thriller-Plots vom Band.“ Die Bunte urteilt: „Joy Fielding ist die Meisterin des Abgründigen!“ Alex Dengler von VOX ist der Meinung der Roman sei „extrem beklemmend, extrem spannend, extrem flott erzählt“. Die Deutsche Presse-Agentur resümiert: „Fielding erweist sich in ihrem neuen Buch »Im Koma« erneut als Meisterin beklemmend spannender Dramen und als profunde Kennerin der menschlichen Psyche.“ Laut Bild am Sonntag ist Joy Fieldings Werk „der Thriller für Schlaflose: Eine Frau liegt im Koma, bekommt aber alles mit – auch dass man sie ermorden will. Auch der Leser fällt ins Koma, ins Lesekoma, bis zum letzten Satz.“

## Ausgaben
- Originalausgabe: „Still Life“, Atria Books, 2009, New York/New York, ISBN 978-1-847-37340-3
- Deutsche Ausgabe: „Im Koma“, Goldmann Verlag, München, 2009, ISBN 978-3-442-31204-7
- Hörbuch: „Im Koma“, Random House Audio, Köln, ISBN 978-3-837-10131-7